# Marek Tumanowicz
Marek Tumanowicz (ur. 1947) – polski dziennikarz telewizyjny w latach 70. i 80 XX wieku.

## Życiorys
Występował w Wieczorze z Dziennikiem w serwisie Wiadomości z Kraju (na ekranie po lewej stronie prowadzącego) oraz Dzienniku Telewizyjnym.
Podczas stanu wojennego w latach 1981–1982 występował w mundurze wojskowym  (jako pierwszy poprowadził Dziennik w mundurze), co było jego pomysłem, chociaż przyznaje się do tego również Witold Stefanowicz.
Po przemianach w 1989 prezes Andrzej Drawicz mianował go dyrektorem programowym. 
W 1991 roku został zwolniony z TVP.
W okresie późniejszym miał problem ze znalezieniem pracy – trzy razy był zarejestrowany jako bezrobotny, a także pracował jako stróż nocny oraz szef ochrony.
W wyborach samorządowych w 2002 bez powodzenia ubiegał się o mandat radnego warszawskiej dzielnicy Wilanów z listy komitetu Sojusz Lewicy Demokratycznej – Unia Pracy.
W 2007 ukazała się jego książka Z DTV w życiorysie ISBN 83-922893-2-3.

## Nagrody
- Nagroda Marszałka Sejmu dla dziennikarzy zajmujących się problematyką sejmową (1987)[5]